# كارا هاردش
كارا هاردش (Kara-ḫardaš)، ويُعرف أيضًا باسم قدشمان-هارب وربما كارا اينداش، كان ملكًا على بابل. أصبح ملك بابل حوالي عام 1333 قبل الميلاد. هو ابن الأميرة الآشورية مبليطات-شيروا والملك البابلي الذي سبقَه. كانت فترة حكمه قصيرة، إذ قُتل بعد وقت قصير من تعيينه ملكًا في ثورة مناهضة للآشوريين. انتقم جده الملك الآشوري آشور أوباليط الأول لمقتله، وبعد قمع الثورة وإزاحة المعتلي الذي عينه الكاشيون، عيّن الآشوريون كوريغالزو الثاني ملكًا. العلاقة بين كوريغالزو والآشوريين غير واضحة، ولا يُستبعد أنه كان ابن كارا-هرداش.

## السيرة
كان ابن الأميرة الآشورية مبليطات-شيروا، ابنة الملك الآشوري آشور أوباليط الأول وأخت الملك المستقبلي إنليل نيراري. وكان جده من الأم أول من استخدم لقب ملك آشور. في التاريخ التزامني، يُكتب اسمه كلاً من كارا هاردش وكارا اينداش، ربما بسبب قراءات صوتية مختلفة. ومن الممكن أن يكون هذان اسمان لشخصين مختلفين، حيث يكون كارا هاردش (أي قدشمان-هارب) ابن كارا اينداش، زوج مبليطات-شيروا. مصدر قديم آخر هو الوقائع بي يُعطي سيرة حياة ابن مبليطات-شيروا تشبه تقريبًا التاريخ التزامني، لكنه يذكر اسمه قدشمان-هارب وأن والده هو كارا اينداش. ويُرجح أن "قدشمان-هارب" هو خطأ نسخي لـ"كارا-هرداش". لا تذكر المصادر القديمة اسم زوج مبليطات-شيروا بشكل صريح.
عند وفاة والده، تم تعيين كارا هاردش ملكًا على بابل. خلال فترة حكمه القصيرة، خاض حربًا ضد السوتانيون، وقام بعدة مشاريع عامة، منها حفر الآبار وبناء حصن.

### الثورة والموت
كانت فترة حكمه قصيرة. اندلعت ثورة مناهضة للآشوريين، قُتل خلالها. ثم عين الجيش نازي-بوغاش أو شوزيغاش، وهو كاشي خالص، ملكًا. جده الآشوري آشور-أوباليط الأول قمع الثورة، وأزاح المعتلي، وعين كوريغالزو ملكًا. من غير الواضح العلاقة بين كوريغالزو والآشوريين، لكنه ربما كان ابن كارا هاردش.